# Hambarine
Hambarine (en serbe cyrillique : Хамбарине) est un village de Bosnie-Herzégovine. Il est situé sur le territoire de la Ville de Prijedor et dans la république serbe de Bosnie. Selon les premiers résultats du recensement bosnien de 2013, il compte 1 468 habitants.

## Géographie
Le village est situé au sud-ouest de Prijedor, au bord de la rivière Ljubija, un affluent gauche de la Sana.

## Démographie

### Évolution historique de la population dans la localité
| 1948 | 1953 | 1961  | 1971  | 1981  | 1991  | 2013  |
| ---- | ---- | ----- | ----- | ----- | ----- | ----- |
| -    | -    | 1 548 | 2 123 | 2 499 | 2 876 | 1 468 |

|  |